# Spentrup-stenen 1
Runestenen Spentrup 1 er en runesten, fundet i Spentrup i 1884. Stenen blev fundet ved restaurering af Spentrup Kirke. Runestenen er tilhugget som kvader og sad i det nordøstlige hjørne af skibet. Indskriftsiden med runer og skibsfremstilling vendte indad.

## Indskrift
| Translitteration | ... þasi : run- ...ki : lifa :      |
| Transskription   | ... þessi rūn[aR] ... [læn]gi lifa. |
| Oversættelse     | ... disse runer ... [læn]ge leve.   |

Indskriften er meget fragmentarisk, men har formentlig bestået af en mindeindskrift med en metrisk formet afslutning '... disse runer ... længe leve ...' i stil med indskriften på f.eks. Randbøl-stenen. Alternativt kan '... disse runer ...' være en del af en ristersignatur.